# 3،1-بوتاديين
البوتاديين أو البيوتادايين أو البيوتادائين هو دايين مترافق بسيط ذو الصيغة C4H6. وهي مادة كيميائية مهمة في الصناعة تستخدم كموحود في إنتاج المطاط الاصطناعي. ومع أن البوتاديين يتفكك سريعًا في الجو، إلا أنه موجود في الهواء المحيط بالأماكن الحضرية نتيجة الإصدار المستمر من محركات العربات.
وقد أدرجته وكالة حماية البيئة الأمريكية كملوث ومسمم للهواء بأعلى عامل خطر بعامل أكبر من 20، متجاوزًا الفورمألدهيد، ثاني أخطر ملوث في الهواء تطلقه محركات العربات.

## الاستخدامات
معظم البوتاديين يحول إلى بوليمر لتوليد المطاط الاصطناعي. ومع أن متعدد البوتاديين طري جدًا، وهي مادة شبه سائلة، فإن البوليمرات الإسهامية المحضرة من مزيج من البوتاديين مع الستايرين و/أو الأكريلونيتريل، مثل أكريلونيتريل بيوتادايين ستايرين (ABS)، وأكريلونيتريل بوتاديين (NBR)، وستايرين بوتاديين (SBR) هي مواد صلبة و/أو مرنة. SBR يستخدم استخدامًا شائعًا في إنتاج دواليب السيارات.
تستخدم كميات أصغر من البوتاديين في إنتاج وسيط النايلون، أديبونيتريل [الإنجليزية]، بإضافة جزيء حمض سيان الماء إلى كل من الروابط المزدوجة في عملية تسمى (hydrocyanation) طورتها شركة دو بونت. بعض مواد المطاط الاصطناعي الأخرى مثل الكلوروبرين، ومذيب السلفولان تصنع أيضًا من البوتاديين.